# Distrikt Mukono
Mukono ist ein Distrikt (district) in Zentral-Uganda mit etwa 701.400 Einwohnern. Wie fast alle Distrikte von Uganda ist er nach seinem Hauptort benannt. Er liegt am Viktoriasee und umfasst auch einige Inseln im See.
Die Ernteerträge der Landwirtschaft in Mukono sind gering, weswegen viele Bauern in Armut leben und lediglich einmal am Tag essen. Früher produzierte der Distrikt 40 % des Kaffees in Uganda, was sich jedoch wegen Krankheitsbefalls der Kaffeepflanzen geändert hat. In Zusammenarbeit mit dem Exportunternehmen Mukono Cafe Africa soll der Kaffeeanbau wieder gefördert werden.
In Mukono liegt der Mabira-Wald.